# Науменко, Ольга Николаевна
О́льга Никола́евна Нау́менко (род. 6 декабря 1949, Москва) — советская и российская актриса театра и кино, телеведущая, народная артистка России (2005).

## Биография
Родилась 6 декабря 1949 года в Москве в многодетной семье военного. Никто из её родственников никогда не имел отношения к театру. В детские годы занималась в драматической студии во Дворце пионеров на Ленинских горах. В 1972 году окончила Театральное училище имени Б. В. Щукина, куда поступила со второй попытки. В 1968 году дебютировала на большом экране в фильме «Длинный день Кольки Павлюкова». После исполнения роли Варьки Морозовой — младшей дочери Устина и Пистимеи в советском телесериале-саге «Тени исчезают в полдень» к актрисе пришла известность. Значимой ролью в карьере стала роль Гали в фильме «Ирония судьбы, или С легким паром!». Актриса снималась во многих фильмах и телесериалах.
Играет в Московском драматическом театре имени Н. В. Гоголя (с 2013 по 2022 — «Гоголь-центр»).
В 2014 году вела ток-шоу «Дело ваше» на Первом канале[значимость факта?].

## Семья
Муж — Александр Скворцов (1950—2009), актёр театра и кино, заслуженный артист РФ. В браке прожили 32 года.
- Дочь — Александра (1976—1977), умерла в 1977 году в возрасте год и восемь месяцев от врождённой опухоли почки[4].
- Дочь — Светлана Александровна (род. 1989), журналист, вышла замуж за француза и переехала во Францию. Позже развелась и вернулась в Россию, переехав в Санкт-Петербург вместе с новым возлюбленным[5].

## Творчество

### Роли в театре

#### Театр имени Н. В. Гоголя
- «Безобразная Эльза», реж. Б. Голубовский — Эльза
- «И эту дуру я любил…», реж. А. Швецов — она
- «Охота на женщин», реж. А. Говорухо — Татьяна Репина
- «Петербург»
- «Старым казачьим способом», реж. Б. Голубовский, Ю. Левицкий, А. Покровский — Раиса Гусятникова
- 2001 — «Записная книжка Тригорина», постановщик С. Яшин, реж. Е. Кемарская — Полина Андреевна
- 2003 — «Карнавал „Ламбада“», реж. С. Яшин — Елизавета
- 2005 — «Утомлённая счастьем», постановщик С. Яшин, реж. В. Сорокин — Ноэль[6]
- 2007 — «Женщин похищать опасно (Похищение Елены)», реж. А. Говорухо — Елена Ларсонье
- 2010 — «Тётка Чарлея», реж. С. Яшин — донна Роза д’Альвадорез

#### «Гоголь-центр»
- 2013 — «Идиоты» (по мотивам фильма Ларса фон Триера), реж. К. Серебренников — судья/домохозяйка/тётка Елисея/мать Карины
- 2015 — «Обыкновенная история», реж. К. Серебренников — Юлия Тафаева
- 2016 — «Персона» (по мотивам фильма Ингмара Бергмана), реж. Л. Суркова — врач
- 2017 — «Маленькие трагедии» (по мотивам поэмы Александра Пушкина), реж. К. Серебренников — Луиза
- 2018 — «Барокко», реж. К. Серебренников

### Роли в кино
- 1968 — Длинный день Кольки Павлюкова — школьница
- 1970 — Переступи порог — Альбина Савицкая
- 1970—1971 — Тени исчезают в полдень — Варя, младшая дочь Устина и Пистимеи
- 1973 — Чёрный принц — Аннушка
- 1973—1983 — Вечный зов — подруга Мани
- 1975 — Ирония судьбы, или С лёгким паром! — Галя
- 1975 — Последняя жертва — Ирина Лавровна Прибыткова, дочь Лавра Мироныча
- 1976 — Моя любовь на третьем курсе — Оля Банникова
- 1978 — Голубка — Вера
- 1978 — Лекарство против страха — Ольга Ильинична Панафидина
- 1982 — Владивосток, год 1918 — Логинова
- 1983 — Тепло родного дома — Анка
- 1986 — Зина-Зинуля — Ирина, жена Петренко
- 1999 — Святой и грешный
- 2001 — Леди Босс — Монастырская
- 2003—2005 — Саша+Маша
- 2007 — Сиделка — Зинаида Петровна
- 2007 — Ты сверху, я снизу — Лапушка
- 2008 — Управа — мать Ольги Морозовой
- 2009 — Однажды будет любовь — Василиса Андреевна, подруга Ангелины Затонской
- 2011 — Спасти мужа — Зоя Васильевна
- 2012 — Без следа — Нина Коваль
- 2012 — Гражданка начальница. Продолжение — Раиса Сергеевна
- 2013 — Марьина Роща — Анна Ивановна Камышова
- 2013 — Два мгновения любви — Татьяна Ивановна
- 2013 — Право на любовь — директор
- 2013 — Третья мировая — Женя в старости
- 2014 — Дом спящих красавиц
- 2014 — Надежда — Марина Аркадьевна
- 2015 — Фамильные ценности — Анна Гореева, мать Татьяны
- 2015 — Людмила Гурченко — Ангелина Степанова
- 2016 — Семья Светофоровых — Серафима Михайловна
- 2017 — Опасные связи — Валентина
- 2017 — Сердце женщины
- 2018 — Молодёжка — Лидия Сергеевна Качалова (6-й сезон), жена Ивана Андреевича Качалова
- 2018 — Её секрет — Анна Петровна, домработница и сиделка в доме Талицких
- 2019 — Шахматная королева — Изольда
- 2020 — Некрасивая подружка. Чёрный кот — мать Лёни
- 2022 — Конец света — Вера Ивановна Баженова
- 2022 — Пассажиры — Лиза
- 2023 — Раневская — Ольга Садовская
- 2023 — Баба Яга спасает мир — бабушка Сеньки
- 2023—наст.время — СуперИвановы — Тамара Петровна, мать Дарины
- 2024 — Внутри убийцы — Женечка
- 2024 — Пираты галактики Барракуда — бабушка Мити